# Saint-Didier-en-Velay
 Saint-Didier-en-Velay  es una comuna y población de Francia, en la región de Auvernia, departamento de Alto Loira, en el distrito de Yssingeaux. Es cabecera del cantón homónimo.
Está integrada en la Communauté de communes Loire et Semène .

## Demografía
| 2603 | 2555 | 2422 | 2580 | 2723 | 2891 |
| Para los censos de 1962 a 1999 la población legal corresponde a la población sin duplicidades (Fuente: INSEE [Consultar]) |      |      |      |      |      |

Su aglomeración urbana, que también incluye La Séauve-sur-Sémene, tenía un censo de 3.986 habitantes.